# Лугове (Ілецький район)
Лугове́ (рос. Луговое) — село у складі Ілецького району Оренбурзької області, Росія.

## Населення
Населення — 92 особи (2010; 136 у 2002).
Національний склад (станом на 2002 рік):
- казахи — 49 %
- росіяни — 38 %